# Rio dos Cedros
Rio dos Cedros – miasto i gmina w Brazylii, w stanie Santa Catarina. Znajduje się w mezoregionie Vale do Itajaí i mikroregionie Blumenau.